# Obdulio Diano
Obdulio Diano (Bernal, Buenos Aires, 27 de octubre de 1919 - Mar del Plata, 19 de febrero de 2007) fue un futbolista argentino que se desempeñaba en la posición de portero.

## Trayectoria
Se inició en el Club Atlético Argentino de Quilmes. En 1940 a los 20 años de edad se trasladó a jugar a Chile en el club Santiago National Juventus.
En 1941 llegó al poderoso Colo-Colo, debutando en un clásico frente a Magallanes. Durante su estadía fue figura en el Campeonato de 1941 que Colo-Colo ganó de manera invicta. En su campaña, consagratoria, en el equipo albo se destacó como un arquero valiente, teriblemente decidido, seguro de manos, patrón de su área, espectacular y solvente. Actuó en Chile durante tres temporadas, jugando 42 partidos, elegido el mejor arquero extranjero de ese país y dejando huella en el corazón del hincha albo. Incluso jugó un partido casi completo con dos dedos fracturados.
Su gran desempeño en el país trasandino produjo que su pase fuera adquirido por Boca Juniors, institución con la que también siempre se sentirá identificado. En 1944, el roto, como lo llamaban por haber jugado en Chile, juega todos los partidos definitorios del campeonato que consagra con el título al club de la ribera. Juega en Boca hasta el año 1952.
Terminó su carrera deportiva en el Liverpool Fútbol Club de Montevideo, Uruguay.
Una vez terminada su carrera, se radicó en la ciudad de Mar del Plata en 1956, allí le ofrecieron dirigir el equipo del Club Nación y posteriormente retomó por un tiempo la actividad incorporándose como arquero del equipo de dicha institución, participando de los torneos de la Liga Marplatense de Fútbol.
En la citada ciudad se dedicó a la actividad privada y formó su familia, recordando siempre que se lo requerían sus vivencias a través del fútbol en especial las del Colo-Colo y Boca Juniors, clubes con los que siempre se identificó.
Participó como activo asistente de eventos organizados por la Peña Roberto Mouzo de esa ciudad.
El día 28 de julio de 2006, el Honorable Concejo Deliberante del Partido de General Pueyrredón, en el recinto de sesiones ubicado en Mar del Plata, lo homenajeó haciéndole entrega de la Distinción al Mérito Ciudadano. Diano falleció solo unos meses después.
Alguna vez Amadeo Carrizo afirmó que los dos más grandes arqueros que vio en la Argentina fueron Julio Cozzi y Obdulio Diano.

## Selección Argentina
Integra la Selección de fútbol de Argentina en varias oportunidades. Fue partícipe del equipo que obtuvo el Campeonato Sudamericano de 1947 que se desarrolló en Ecuador. Ese seleccionado estaba integrado por otro gran arquero Julio Cozzi y los jugadores Marante, De Zorzi, Yácono, Perucca, Pescia, Boyé, Méndez, Distéfano, entre otros.

## Clubes
| Club                       | País      | Año       |
| -------------------------- | --------- | --------- |
| Argentino de Quilmes       | Argentina | 1939      |
| Santiago National Juventus | Chile     | 1940      |
| Colo-Colo                  | Chile     | 1941-1943 |
| Club Atlético River Plate  | Argentina | 1944      |
| Boca Juniors               | Argentina | 1944-1952 |
| Liverpool                  | Uruguay   | 1953      |

## Palmarés

### Campeonatos nacionales
| Título           | Club         | País      | Año  |
| ---------------- | ------------ | --------- | ---- |
| Primera División | Colo-Colo    | Chile     | 1941 |
| Primera División | Boca Juniors | Argentina | 1944 |